# Erbenheim (Wiesbaden)
Erbenheim est un quartier de la ville de Wiesbaden en Allemagne.